# Cuora aurocapitata
La tartaruga scatola testa gialla (Cuora aurocapitata Luo & Zong, 1988) è una rarissima specie di tartaruga della famiglia dei Geoemididi.

## Descrizione
Prima di essere elevata al rango di specie, C. aurocapitata era considerata una razza geografica di Cuora pani. Da quest'ultima si distingue per la colorazione della testa quasi uniformemente giallo-limone (con sottili venature e disegni scuri) e per la pigmentazione tendente al rossiccio degli scuti vertebrali. Il resto del carapace (leggermente bombato) è di colore marrone, privo di bande nere longitudinali. Il piastrone, inoltre, presenta un pattern di barre scure frangiate (in C. pani le barre sono tendenzialmente rettangolari) concentrate in prossimità delle suture degli scuti. Come nelle altre specie del genere Cuora, il lobo anteriore del piastrone è mobile, in modo da consentire la chiusura ermetica della corazza (da cui il nome comune di «testuggine scatola»). È presente un'intaccatura sul margine degli scuti anali.

## Distribuzione e habitat
La testuggine scatola testa gialla è un endemismo della provincia cinese di Anhui. È segnalata nel tratto medio-basso del corso fluviale dello Yangtze e nei suoi affluenti settentrionali.